# Мікулаш Локкер
Іржи Золтанович Локкер Мікулаш (також Міклош Локкер; Miklós Locker, транслітерований варіант Mikloš Lokker; 6 грудня 1935, Мукачеве, Підкарпатська Русь, Чехословаччина — 12 серпня 1974, Мукачеве, Закарпатська область, УРСР) — український радянський шаховий композитор та педагог угорського походження; кандидат у майстри спорту.

## Біографія
Народився 6 грудня 1935 року в місті Мукачеве (нині — районний центр Закарпатської області). З дитинства відчував потяг шахів.
Після закінчення середньої школи вступив на філологічний факультет Ужгородського державного університету, де провчився два роки. Щоб зайнятися улюбленою справою назавжди покинув університет і став у 1960-х роках чи не єдиним шахістом-професіоналом у Закарпатській області, хоча прибутки мав мізерні. Брав участь у шахових першостях, конкурсах, дописував до фахових журналів Радянського Союзу, України, Чехословаччини, Угорщини, Франції, Румунії, Нідерландів, Югославії, Іспанії, Німеччини, США та інших країн.
Досяг певних успіхів у практичній грі. Характерні для його гри: змістовні комбінації, глибоке проникнення в позиції, особливо з обмеженою кількістю фігур, філігранне доведення гри до перемоги, нерідко в рівних ендшпілях.
Своєрідним прологом до майбутніх перемог Міклош Локкер вважав всеукраїнську першість спортивного товариства «Іскра», що відбувалася в Ужгороді у 1954 році. Локкер, на той час студент першого курсу, набрав усього 5 очок і закінчив змагання серед аутсайдерів. Але вже за два роки, в турнірі із сильним складом на першість обласного товариства «Буревісник», посів перше місце. Після кількох спроб у 1960 році виборов срібну нагороду в обласному чемпіонаті. Наступного року розділив 1–2 місця серед найкращих шахістів-спартаківців області. У 1960 і 1971 роках — другий призер чемпіонатів Мукачевого. У фіналі особистої першості Закарпаття посів 3 місце, у 1969 році — 2 місце і, нарешті, 1973 року став чемпіоном області.
Але найбільше Мікулаш Локкер відомий досягненнями у мистецтві складання шахових задач та композицій. Він вважався видатним майстром складання шахових задач з невеликою кількістю фігур (мініатюр). Його задачі-мініатюри (до семи фігур), задачі-мередіти (не більше 12 фігур) у класичних та «казкових шахах» публікували загальносоюзні та закордонні шахові видання. Деякі з композицій опубліковані у Альбомах ФІДЕ: чотири композиції у альбомі 1968–1970 років та одна — в альбомі 1971–1973 років (для звання майстра ФІДЕ з шахової композиції достатньо 12 опублікуваних композицій у цих альбомах). Неодноразово ставав переможцем міжнародних та союзних конкурсів шахових композиторів. За кілька років до смерті Міклош Локкер зізнався, що опублікував у різних виданнях понад 500 задач і етюдів. Він також продовжував розроблювати нові теми та удосконалювати вже відомі.
Неодноразово запрошувався до співавторства зі складання шахових композицій. Серед його співавторів гросмейстери шахової композиції Михайло Марандюк та Микола Кралін, міжнародний майстер шахової композиції Віктор Мельниченко.
Ще студентом на громадських засадах керував шаховим відділом «Закарпатської правди», а згодом, після повернення до Мукачевого, започаткував і багато років очолював шаховий відділ міської газети «Прапор перемоги».
Працював тренером шахових гуртків Палацу піонерів у Мукачевому. Серед його учнів були майбутні розрядники, кандидати у майстри та чемпіони. Згуртував навколо себе шахових композиторів-початківців і тих, що вже публікувалися в закарпатській та всеукраїнській пресі; допомагав їм порадами. Пропагував шахи, сприяв росту масовості і майстерності гри.
Помер Міклош Локкер 12 серпня 1974 році у Мукачевому. На лікарняному ліжку не розлучався з кишеньковими шахами.

## Пам'ять
З 1976 року у Мукачевому щорічно проводять шахові турніри пам'яті Локкера. В червні 2012 року відбувся 38-ий турнір пам'яті Локкера.
Каміл Найпавер, кандидат історичних наук та шахіст, вважає Міклоша Локкера визначним та найпродуктивнішим шаховим композитором Закарпаття усіх часів. На його думку особистий творчий доробок Локкера заслуговує окремої книжки.